# Bert Sotlar
Bert Sotlar (n. 4 februarie 1921, Kočevje, Slovenia – d. 10 iunie 1992, Ljubljana, Slovenia) a fost un actor de film sloven. A jucat în filmul german din 1959 Dorothea Angermann.

## Filmografie selectată
- The House on the Coast (1954)
- Three Quarters of a Sun (1959)
- Dorothea Angermann (1959)
- Brandenburg Division (1960)
- Don't Cry, Peter (1964)
- Sutjeska (1973)